# (10835) Fröbel
(10835) Frobel, désignation internationale (10835) Fröbel, est un astéroïde de la ceinture principale.

## Description
(10835) Frobel est un astéroïde de la ceinture principale. Il fut découvert le 12 novembre 1993 à Tautenburg par Freimut Börngen. Il présente une orbite caractérisée par un demi-grand axe de 2,31 UA, une excentricité de 0,07 et une inclinaison de 7,0° par rapport à l'écliptique.

## Compléments